# Hombre Maravilla
El Hombre Maravilla (inglés: Wonder-Man), llamado Simon Williams, es un superhéroe ficticio que aparece en los cómics estadounidenses publicados por Marvel Comics. Creado por el escritor Stan Lee y los artistas Don Heck y Jack Kirby, apareció por primera vez en The Avengers # 9 (octubre de 1964). El personaje se introdujo inicialmente como imbuido de energía «iónica», se convirtió en un supervillano que luchó contra Los Vengadores. Después de una serie de eventos, renació como un superhéroe al unirse al equipo contra el que originalmente luchó. En 2012, Hombre Maravilla se ubicó en el puesto 38 en la lista de «Los 50 mejores vengadores» de IGN.
Williams llega a la acción real en su propia miniserie original de Disney+ para Wonder Man (2025), ambientada en el Universo cinematográfico de Marvel (MCU) e interpretado por Yahya Abdul-Mateen II en la versión Afroamericana.

## Historial de publicación
Hombre Maravilla debutó en el título de superhéroe- equipo The Avengers # 9 (con fecha de portada, octubre de 1964), pero pareció morir en ese número. Cuatro años después, Avengers # 58 (noviembre de 1968) revisó los eventos del # 9, explicando que los Vengadores habían salvado electrónicamente la mente del Hombre Maravilla en una computadora. Hombre Maravilla no se volvió a ver hasta The Avengers # 102 (agosto de 1972), donde hizo un cameo en estado de coma. El villano Kang revive el cuerpo de Hombre Maravilla en The Avengers # 131-132 (enero-febrero de 1975), y luego otra vez por Black Talon en The Avengers #152 (octubre de 1976) y, finalmente, el Láser Viviente en The Avengers Annual # 6 (1976). Después de este último encuentro, Hombre Maravilla finalmente recupera sus facultades y se une a los Vengadores a tiempo completo en Avengers # 160 (junio de 1977). Hombre Maravilla y su compañero Vengador Bestia fueron elegidos como amigos y amantes de la vida nocturna, lo que se convertiría en la dinámica favorita de los fanáticos de The Avengers y continuará siendo utilizada después de que los dos personajes abandonaran la serie.
El entonces editor de Marvel Comics, Stan Lee, dijo en 1978: «Hace años, presentamos a Hombre Maravilla y DC Comics nos demandó porque tenían a Mujer Maravilla y... dije que sí, descontinuaré a Hombre Maravilla. Y de repente tienen a Power Girl [después de que Marvel introdujera Power Man]. Oh, chico. Qué injusto».
Hombre Maravilla apareció más tarde como miembro fundador de los West Coast Avengers en una miniserie de cuatro números (septiembre-diciembre de 1984), y continúa como uno de los personajes principales en la serie de 102 temas. Después de que ese equipo se disolvió, se unió al equipo Force Works en una serie que debutó con una fecha de portada en julio de 1994. Después de que el equipo se separó, Wonder Man se unió a los Vengadores en The Avengers vol. 3, # 4 (mayo de 1998). Después del colapso del equipo en The Avengers # 503 (diciembre de 2004), Hombre Maravilla se unió a un nuevo grupo disidente llamado Los Poderosos Vengadores, coprotagonizado en la serie de ese equipo, que se estrenó en marzo de 2007.
Hombre Maravilla protagonizó una novela gráfica autotitulada en 1986. Luego protagonizó una serie de 29 temas, Wonder Man (septiembre de 1991 - febrero de 1994). que fue seguido por la miniserie de tres números Avengers Two: Wonder Man and the Beast (2000). En 2007, protagonizó la miniserie de cinco números Wonder Man: My Fair Super Hero.
Hombre Maravilla apareció esporádicamente a lo largo de la serie Avengers 2010-2013, pero jugó un papel importante en la historia de «End Times» en el número 31 (diciembre de 2012) hasta su número final # 34 (enero de 2013).
El escritor de cómics Rick Remender reveló en una entrevista que Hombre Maravilla sería miembro de Uncanny Avengers, comenzando con el número 5.

## Historia
Simon Williams es el hijo del rico industrial Sanford Williams, propietario de Williams Innovations. Simon hereda la fábrica de municiones después de la muerte de su padre, pero las ganancias de la compañía disminuyen debido a su mayor competidor, Tony Stark y su compañía Industrias Stark. Siguiendo el consejo de su hermano Eric, Simon intenta malversar fondos de su compañía, pero es capturado y encarcelado. Simon culpa a Stark por esto y acepta la propuesta del maestro villano Barón Heinrich Zemo, después de que la Encantadora pague su fianza, ya que se requiere un peón para infiltrarse en los Vengadores. El desesperado Simon Williams está de acuerdo y se transforma en un ion de poder ser con poderes sobrehumanos. Sus poderes se ponen a prueba, y se muestra que tiene una gran fuerza y durabilidad sobrehumanas, incluso derrotando al Verdugo. Llamado Hombre Maravilla por Zemo, es enviado a reunirse y unirse a los Vengadores, con instrucciones para traicionarlos en un momento crítico para que los Maestros del Mal de Zemo puedan destruir a los Vengadores. Zemo asegura la lealtad del Hombre Maravilla al informarle que, como resultado del tratamiento, su cuerpo ahora requiere dosis periódicas de un suero para sobrevivir, un suero que solo Zemo puede proporcionar.
Los Vengadores son atraídos a una trampa y capturados. El plan fracasa cuando Hombre Maravilla decide salvar a los Vengadores y ayudarlos contra Zemo, aparentemente a costa de su propia vida. Iron Man (Tony Stark) registra los patrones cerebrales de Hombre Maravilla con la esperanza de que algún día pueda revivirlo. Sin el conocimiento de los Vengadores, el cuerpo de Hombre Maravilla simplemente ha entrado en un estado catatónico a medida que se ajusta a los efectos del tratamiento. Eric Williams se siente angustiado por la aparente muerte de su hermano y, culpando a los Vengadores, asume la identidad de Segador en un esfuerzo por destruirlos. El Segador roba el cuerpo de Simon en un punto, y ataca a los Vengadores tres veces antes de que Hombre Maravilla finalmente regrese.
Hombre Maravilla permanece en animación suspendida durante años, y es durante este período que Ultron, la creación malvada de robots de Hank Pym, roba los patrones cerebrales registrados por los Vengadores para usarlos como una plantilla para el synthezoid de Visión. Más tarde se reveló que la visión se construye a partir de la original Antorcha Humana, un androide creado por el profesor Phineas Horton. Esto solo sucedió en la continuidad de la corriente principal y otros orígenes fueron posibles cortesía de Forever Crystal de Immortus.
Durante este tiempo vulnerable, Hombre Maravilla se usa como peón en tres ocasiones. Kang el Conquistador revive brevemente a Hombre Maravilla para luchar contra los Vengadores como parte de su Legión de los No-Vivos, y luego «resucitado» como un zombi por Black Talon y el Segador para atacar a los Vengadores una vez más. En la última ocasión, el Láser Viviente hipnotiza al Hombre Maravilla ahora despierto pero muy débil, en un ataque fallido contra los Vengadores. Después de este encuentro, Wonder Man fue restaurado a la vida real y decide permanecer con los Vengadores, ayudándolos contra Attuma y el Doctor Doom. También luchó contra la Visión y ayudó a los Vengadores a luchar contra Gravitón. Poco después derrota al Segador, quien intentaba destruir la Visión porque era «artificial» y una «burla» de su hermano; En este punto, se revela que el Hombre Maravilla se ha convertido en un ser de energía iónica.
Hombre Maravilla eventualmente se une a los Vengadores en una capacidad de tiempo completo y se hace amigo cercano de su compañero de equipo, la Bestia. Durante varios meses después de su resurrección, el Hombre Maravilla sufre de claustrofobia leve y miedo a morir en la batalla, como lo hizo una vez antes. Hombre Maravilla finalmente supera su miedo a la muerte durante la batalla final con Korvac. Hombre Maravilla invadió su antigua planta que había sido tomada por la Maggia, y luchó contra Madame Máscara y el Dreadnought. Desarrollando un interés en la actuación, Hombre Maravilla protagoniza papeles menores antes de mudarse a Hollywood, donde su compañero Vengador Hércules usa sus contactos para establecer la carrera de Hombre Maravilla. Hombre Maravilla también trabaja durante un tiempo como doble de acción, una vocación ideal, ya que es invulnerable a prácticamente todas las armas convencionales.
Hombre Maravilla ayuda a formar a los Vengadores de la Costa Oeste, y su nueva confianza comienza a convertirse en arrogancia. Él desarrolla una seria rivalidad con Iron Man, pero ve el error de sus caminos después de una batalla brutal con la Abominación. También frustra la conspiración del Doctor Doom para controlar el mundo. Hombre Maravilla finalmente acepta a la Visión como su «hermano», pero hay un contratiempo cuando la Visión es desmantelada y reconstruida como una máquina sin emociones por un conglomerado global. La Bruja Escarlata — La esposa de la Visión — le pide al Hombre de las Maravillas que le proporcione sus ondas cerebrales una vez más para reconstruir la matriz de la personalidad fundamental de la Visión original, pero el Hombre Maravilla se niega, teniendo sentimientos por ella misma. La Avispa además deduce que la relación original de la Visión con la Bruja Escarlata puede incluso haber sido basada en la donación inicial del Hombre Maravilla para la matriz de personalidad original; ante esto, Hombre Maravilla confirma que varias de sus dudas sobre hacer el intento surgen de estas dudas y del deseo subconsciente que siente por la Bruja Escarlata desde su separación de su marido. Luego es hechizado por la Encantadora y lucha contra los Vengadores.
Hombre Maravilla lucha contra los viejos enemigos Goliat y la Encantadora, antes de reunirse con su presunto «Araña» y luchar contra Gamma-Burn, lo que provocará la destrucción de su jet-pack. Hombre Maravilla luego combate al asesino Splice por primera vez. Hombre Maravilla participa en la Guerra Kree / Shi'ar, y sus poderes se vieron alterados cuando él y la Visión no lograron que la Nega Bomba Shi'ar detonara. Luchó contra Angkor, y luego viajó a Hades donde luchó contra Mefisto, Blackheart, la Encantadora y el Segador; luego se enteró de que era inmortal. Cuando los Vengadores de la Costa Oeste (renombrado) se disuelve después de una disputa, Hombre Maravilla se convierte en miembro fundador de su grupo sucesor, Force Works, pero se desintegra en una explosión durante su primera misión contra el alienígena Kree. Muchos meses después, la Bruja Escarlata resucita accidentalmente al Hombre Maravilla en forma iónica; mientras que en esta forma él aparece cuando ella está en necesidad. Varios meses después, la Bruja Escarlata es capaz de revivir completamente al Hombre Maravilla y ahora existe en una forma independiente, más humana. Más tarde, también se descubre que el Segador, muerto en ese momento, también es revivido. Hombre Maravilla se involucra románticamente con la Bruja Escarlata, pero termina su aventura durante la saga de Dinastía Kang, debido a sus sentimientos residuales por la Visión.
Hombre Maravilla es chantajeado para trabajar para S.H.I.E.L.D. durante la historia de Civil War. Debido a los cargos de malversación de fondos en su organización sin fines de lucro, Hombre Maravilla está presionado a trabajar para el lado pro-registro en el drama de Civil War. Además de capturar a los vigilantes y criminales renegados, Hombre Maravilla es instrumental en la creación de mensajes televisados para educar al público y a los superhumanos aún no registrados sobre los aspectos específicos de la Ley de Registro. Hombre Maravilla se convirtió miembro de los Poderosos Vengadores.
Hombre Maravilla comenzó una relación romántica con la Poderosa Vengadora Ms. Marvel y le advirtió que no usara su posición como líder de los Vengadores para mantenerlo fuera de situaciones potencialmente peligrosas solo por su relación.
Después de los eventos de Secret Invasion, Norman Osborn creó un nuevo equipo de Vengadores, retirando efectivamente a Hombre Maravilla durante la historia de Dark Reign. Más tarde, Hombre Maravilla aparece en la televisión, lamentando su permanencia como vengador, afirmando que todo fue una pérdida de tiempo y que el uso de la violencia para defender la justicia no ha causado más que dolor y muerte. Termina su discurso admitiendo tristemente que tener a Osborn a cargo es exactamente lo que merece el país. Después de esto, Hombre Maravilla es encarcelado como miembro de la nueva Legión Letal. Este grupo se opone a los esfuerzos tiránicos de Osborn; Hombre Maravilla se une para tratar de evitar que lastimen a los inocentes.
Hombre Maravilla ha sido visto junto a sus viejos compañeros del equipo Vengadores de la Costa Oeste, Ronin, Pájaro Burlón, Tigra y Máquina de Guerra en batalla con una nueva versión de Ultimo.
Durante la historia de Heroic Age, Steve Rogers se acerca a Simon para unirse al nuevo equipo de Vengadores. Simon se niega a afirmar que los Vengadores han causado más problemas de los que han resuelto e implica que, cuando Rogers se va, se asegurará de que sus antiguos aliados se den cuenta del error que están cometiendo. Simon también mencionó que había estado en la cárcel hasta que Steve lo rescató. Después de enterarse de que Rogers había ignorado su consejo, Hombre Maravilla ataca al nuevo equipo causando algunos daños en su base antes de desaparecer inexplicablemente. Más tarde, Thor y Iron Man lo contactan para tratar de razonar con él, pero Simon se niega a escuchar sus argumentos, afirmando que los héroes muertos que resultaron de los Vengadores trabajando juntos deberían ser una clara señal de que el concepto está condenado, partiendo como Thor. y Iron Man intenta argumentar que todos los héroes son conscientes de los riesgos cuando comienzan. Significativamente, Iron Man señala que Simon está «filtrando» energía iónica, lo que sugiere que su condición mental actual puede relacionarse con sus poderes en lugar de ser simplemente una cuestión de elección. El Hombre Maravilla reunió a los Revengadores, un equipo de superpoderes para detener a los Vengadores porque él cree que hacen más daño que bien, culpando a los Vengadores por la existencia de Ultron, el daño causado por la Bruja Escarlata y Hulk, la Guerra Civil y los Vengadores Oscuros de Osborn. Su equipo posteriormente derrota a los Nuevos Vengadores, en un rápido ataque a la mansión antes de que él continúe atacando la Torre de los Vengadores, declarando que destruirá la torre a menos que los Vengadores se disuelvan inmediatamente. A pesar de que Iron Man logra atraparlo en una prisión específicamente diseñada para contener su energía iónica y que los Revengadores son derrotados rápidamente por los equipos combinados de los Vengadores, Hombre Maravilla todavía ha logrado difundir dudas entre la población sobre los méritos de los Vengadores como concepto. sobre todo porque el capitán Rogers todavía no ha rechazado oficialmente ninguno de sus argumentos, y le pide a Bestia que recuerde sus palabras a la vez que refleja que puede ver a los Vengadores desde el exterior ya que no ha sido «real» desde su resurrección antes de que aparentemente desaparezca en su prisión.
Más tarde, Hombre Maravilla reaparece ante el Capitán América (Steve Rogers), diciéndole que siente pena por sus acciones pasadas y que está tratando de redimirse. Antes de que pueda aceptar la ayuda de los Vengadores, es atacado por el Hulk Rojo. Se las arregló para derribarlo y mira la Torre de los Vengadores, afirmando que «ganará su camino de regreso». Más tarde, desempeña un papel fundamental en el rescate de la Avispa del Microverso. Después de esto, se muestra a Hombre Maravilla celebrando el regreso de Jan junto con el resto de los Vengadores en la Torre Stark.
A instancias de Avispa, Simon más tarde se une al Escuadrón de la Unidad de los Vengadores. Durante las conversaciones con Jan y Fuego Solar, deja claro que no tiene intenciones de pelear, y solo quiere ayudarlo a usar sus habilidades de relaciones públicas para ganarse a los ciudadanos escépticos. Él y la Bruja Escarlata reavivan su relación. Durante la confrontación final con el Celestial Executioner, él permite que Rogue lo absorba para darle el poder de oponerse a lo Celestial, pero su esencia permanece en Rogue después de que Wanda expulsa los otros poderes absorbidos de ella, dejando a Rogue con los poderes de Simon y una vez más incapaces de tocar a los demás.
Durante la historia de AXIS, la conciencia del Hombre Maravilla todavía estaba en Rogue en el momento en que los X-Men y los Vengadores estaban invertidos por un hechizo de inversión. Rogue usó los poderes del Hombre Maravilla cuando ayudó a los X-Men.
En el momento en que el Escuadrón de la Unidad de los Vengadores viajaba a Contra-Tierra para encontrar a Quicksilver y Bruja Escaralta, Rogue fue capturado por el Maestro Científico de la mano derecha del Alto Evolucionador que eliminó la conciencia del Hombre Maravilla de Rogue.
Después de que Rogue no pudo ver o escuchar a Hombre Maravilla, todavía estaba en la mente de Rogue. Cuando Rogue besó a Deadpool, Hombre Maravilla fue liberado del cuerpo de Rogue como resultado del factor de curación de Deadpool actuando como un interruptor automático que permitió a Hombre Maravilla escapar del cuerpo de Rogue.
Durante la historia del Imperio Secreto, Hombre Maravilla aparece como un miembro del Underground, que es un movimiento de resistencia contra Hydra desde que se apoderaron de los Estados Unidos.

## Poderes y habilidades
Simon Williams obtuvo sus poderes sobrehumanos debido a los tratamientos químicos y de radiación con energía «iónica» de Baron Zemo, lo que le otorga fuerza sobrehumana, velocidad, resistencia, durabilidad, agilidad y reflejos. Si bien el objetivo inicial de Zemo es usar tratamientos de energía iónica para hacer que el Hombre Maravilla sea al menos «igual a cualquier Vengador», sus tratamientos superan sus expectativas y le otorgaron una fuerza comparable al de Thor. En Avengers: Children's Crusade # 3, el Capitán América dice que el Hombre Maravilla tiene fuerza de «nivel de Centinela». Los tratamientos de Zemo también otorgan invulnerabilidad virtual al Hombre Maravilla, inmortalidad, fuerza mejorada, resistencia, velocidad y reflejos instantáneos.
Cuando la Bruja Escarlata lo resucitó durante el mandato de Kurt Busiek como escritor principal, Hombre Maravilla pudo transformarse en un estado de energía iónica pura a voluntad y viceversa. Después de su resurrección y metamorfosis, Hombre Maravilla finalmente volvió a aprender que es capaz de un verdadero vuelo y proyección de energía. Debido a su energía iónica autorregeneradora, Simon tiene la capacidad de andar sin aire, comida o agua. Sus ojos también brillan con un rojo brillante y por lo general usa lentes oscuros para ocultar el efecto.
Antes de su «muerte» a manos de Kree, Hombre Maravilla descubrió nuevas habilidades. En sus primeros años, Williams a veces llevaba un aparato de energía iónica que le permitía simular el vuelo. A lo largo de su carrera, lograría un verdadero vuelo sin necesidad de un sistema de empuje. Sus otras habilidades que incluyen la emisión de energía de sus manos y ojos. Alternando su forma física en formas no descubiertas cambiando su tamaño (lo que le permite crecer más alto que su adversario Goliath), transformando su mano en una hoz o transformándose en una apariencia más demoníaca. Potencialmente, el Hombre Maravilla tiene la capacidad de otorgar superpoderes a individuos sin poder impartiéndoles sus energías iónicas y puede reabsorberlos con la misma facilidad, ya que esto debilita sus habilidades.
Desde su resurrección, rara vez ha usado la mayoría de estos poderes. En ediciones posteriores, su forma iónica ha comenzado a «filtrar» energía, lo que le permite a Iron Man rastrearlo siguiendo su firma de energía única, y los otros héroes especulan que su condición es responsable de su actual actitud inestable y su ira hacia los Vengadores. En apariciones posteriores, parece haber aumentado su fuerza y poder, habiendo aprendido también a teletransportarse a voluntad. Lo ha hecho varias veces en apariciones recientes; una vez fue cuando fue detenido por los Vengadores después de organizar un ataque en la mansión, y otra vez mientras luchaba y ganaba fácilmente contra el Hulk Rojo. Hombre Maravilla tiene un efecto limitado sobre los fenómenos electromagnéticos, tal como le explicaron Hank y Nadia Pym, para ese fin puede absorber varias formas de energía, ya sea radiológica, iónica, incluso anti-material en su naturaleza.
Simon es un excepcional combatiente mano a mano, habiendo recibido a los Vengadores entrenándose en combate desarmado por parte del Capitán América. Tiene un título avanzado en ingeniería eléctrica, es un especialista con experiencia y un talentoso actor. También es excepcionalmente rico, siendo el dueño de su propia compañía de armas privada y una exitosa estrella de cine.

## Otras versiones

### Heroes Reborn
En el universo de bolsillo creado inconscientemente por Franklin Richards, después del sacrificio hecho por los Cuatro Fantásticos y los Vengadores para derrotar a Onslaught, Hombre Maravilla fue reclutado en la Legión Letal por la Encantadora y sería enviado a la Mansión de los Vengadores para distraerlos lo suficiente. Dejarlos vulnerables al resto de la Legión Letal. Sin embargo, los Vengadores derrotaron fácilmente a la Legión Letal y el Hombre Maravilla fue llevado a la custodia de S.H.I.E.L.D., donde Loki se le acercó más tarde y este lo absorbió instantáneamente durante su intento de obtener más poder.

### Exiliados
Una versión de Hombre Maravilla aparece en Exiles en un mundo alternativo gobernado por Tony Stark. Simon Williams estaba a 20 pies de distancia cuando una Bomba Gamma fue lanzada sobre el Hulk en un intento de matar a Hulk. Funcionó, pero Simon absorbió la radiación gamma y con su cuerpo ya iónico terminó un monstruo completamente nuevo: Tony Stark mató a Hulk pero hizo otro, en Simon Williams, que describió como «solo un poco más fuerte». Simon vive aislado con la Bruja Escarlata y una versión sin piernas del Dr. Strange. Cuando el miembro de Arma-X, la Araña, amenazó a la Bruja Escarlata, Simon «Hulked out» a tamaño gigantesco. Finalmente, el equipo Arma-X lo atrapó a él y a una She-Hulk alternativa en la Zona Negativa.

### Guardianes de la Galaxia
En un futuro alternativo, Hombre Maravilla, ahora con el pelo blanco como la nieve y usando el alias «Hollywood», ayuda a los Guardianes de la Galaxia. También ayuda a varios otros héroes, a veces operando fuera de la Mansión de los Vengadores, aún en pie. Hollywood finalmente se une a los Guardianes, y más tarde al equipo de «escapada», los Guardianes Galácticos.
En la serie 2008 Guardianes de la Galaxia, se lo muestra como parte de los Guardianes en un potencial 3009 AD. Aquí luchó bajo la dirección de Killraven y más tarde se alió con una versión «moderna» de los Guardianes.

### Casa de M
En la realidad de House of M, Hombre Maravilla es un actor famoso que se rumorea que está teniendo una aventura con Carol Danvers.

### Marvel Zombies
En Marvel Zombies vs. Army of Darkness, Hombre Maravilla es uno de los muchos zombis vistos que atacan el castillo de Doctor Doom. Él es uno de los primeros zombis en entrar, junto con los X-Men Nightcrawler, Bestia y Tormenta infectados. 
En Marvel Zombies: Dead Days, aparece en el Helicarrier de S.H.I.E.L.D. como uno de los héroes que sobrevivieron a la plaga de zombis.

### MC2
En el Universo MC2, Hombre Maravilla nunca se revive después de morir inicialmente para salvar a los Vengadores, y en su lugar se utilizan copias robóticas.

### Viejo Logan
En las páginas de Viejo Logan, Hombre Maravilla estaba entre los Vengadores que lucharon contra un ejército de supervillanos en Connecticut. El Hombre Maravilla es emboscado y fusilado por Crossbones.

### Ultimate Marvel
En Ultimate Marvel, la encarnación de Hombre Maravilla (Simon Williams) ha aparecido junto a Caballero Negro, Quake, Tigra y Visión como parte de West Coast Ultimates. En esta versión, él era un fisicoculturista que adquirió fuerza de nivel de Hulk y cierta inestabilidad mental como efecto secundario.

### Wonder Man: My Fair Super Hero
Hombre Maravilla protagonizó su propia miniserie ambientada en un posible futuro lejano. En la historia, fue incitado a rehabilitar a una súper villana recién aparecida, Lady Killer.

## En otros medios

### Televisión
- Hombre Maravilla aparece en la serie animada The Avengers: United They Stand, con la voz de Hamish McEwan. Al principio de esta serie, es herido por Visión y pasa la mayor parte de la temporada en estado de coma. Al igual que los cómics, partes de los patrones del cerebro del Hombre Maravilla se ponen en la Visión. Bruja Escarlata finalmente puede revivirlo en el episodio «El Aprendiz de la Bruja». Él gana su forma de energía iónica en el episodio «Tierra y Fuego (Parte II)».
- Hombre Maravilla aparece en The Avengers: Earth's Mightiest Heroes, con la voz de Phil LaMarr.[87] Esta versión, cuando su compañía cierra, Simon Williams, con la ayuda de su hermano Eric Williams / Segador, se transforma en Hombre Maravilla por M.O.D.O.K. y A.I.M.. Como un guiño a los cómics, el traje que usa en el procedimiento para obtener sus poderes se parece al traje del personaje en los cómics. Se convierte en un ser iónico similar a los poderes que tenía durante el mandato de Kurt Busiek pero sin la capacidad de volverse hacia su ser humano. Su cuerpo comienza a desestabilizarse como Iron Man y Capitán América tratan de llevarlo al Reactor Arc para salvarlo. Sin embargo, el Hombre Maravilla se vuelve a reensamblar posteriormente por la magia de la Encantadora, y está obligado a afiliarse a los Maestros del Mal de Heinrich Zemo luchando contra los Vengadores en varias ocasiones. Se lo vio por última vez sacrificándose para detener la destrucción de una Piedra Norn en el episodio de "Actos de Venganza".
- Hombre Maravilla aparece en el episodio de M.O.D.O.K., "This Man... This Makeover!", con la voz de Nathan Fillion.[88] Esta versión se refiere a sí mismo como un "Vengador pendiente" y trabaja como actor secundario.

### Universo cinematográfico de Marvel
- Nathan Fillion estaba planeado para aparecer como Simon Williams, como se muestra en pósteres de películas, incluida una película biográfica ficticia de Tony Stark, en Guardianes de la Galaxia vol. 2. Fillion lanzó una imagen del set de la película donde el personaje como actor retrata a Arkon.[89] Gunn declaró que sus escenas fueron cortadas de la película y reconoció que el personaje podría regresar en futuras entregas de la franquicia.[89]
- Se está desarrollando una serie de acción real de Wonder Man, con Destin Daniel Cretton como productor ejecutivo y Andrew Guest como escritor principal.[90] Yahya Abdul-Mateen II fue elegido como Wonder Man para la serie.[4]

### Videojuegos
- Hombre Maravilla aparece como un personaje secundario en el videojuego de 1991 Captain America and the Avengers.
- Aparece en Marvel: Ultimate Alliance 2 como jefe en la ruta de Anti-Registro, con la voz de Dave B. Mitchell.
- Aparece en el final de Ojo de Halcón en Ultimate Marvel vs. Capcom 3 como miembro de los Vengadores de la Costa Oeste.
- Hombre Maravilla es un personaje jugable en Marvel Super Hero Squad Online.
- Hombre Maravilla es un personaje desbloqueable en el juego de Facebook Marvel: Avengers Alliance.
- Hombre Maravilla aparece en Marvel Heroes.
- Hombre Maravilla es un personaje premium en el juego móvil Marvel Avengers Academy.
- Hombre Maravilla aparece en Lego Marvel Super Heroes 2.